# پرچم استان ایواته
پرچم استان ایواته در ۶ مارس ۱۹۶۵ پذیرفته شد.